# Чепрак (кожевенное дело)
Чепра́к — часть шкуры животного, как правило, спинная часть без пол и ворота, составляет от 45 % и до 55 % от площади всей шкуры. 
Это наиболее ценная часть, которая отличается наибольшей плотностью, толщиной и прочностью. В кожевенном производстве сорт кожи. Для такой кожи характерна однородная структура, высокая прочность и устойчивость к деформациям, механическому истиранию и воздействиям окружающей среды.
Обычно её используют при изготовлении изделий, выполненных из кожи с высокой плотностью, таких, как ремень, сумка, детали конской упряжи — сбруя, шоры, седло.
Слово также применяется при описании животных.